# 昴 (漫画)
『昴』（すばる）は、曽田正人による日本の漫画。バレエを題材として扱っている。『ビッグコミックスピリッツ』（小学館）にて2000年2・3合併号から2002年49号まで連載された。単行本は全11巻（小学館ビッグスピリッツコミックス）。累計200万部の売上。
5年近くの中断を経て、2007年36・37合併号から『MOON -昴 ソリチュード スタンディング-』として再開され、2011年47号まで連載された。単行本は全9巻（同）。
2009年に『昴-スバル-』の題名で映画化され、渋谷東急他にて公開された。監督はリー・チーガイ、プロデューサーはビル・コン、主演は黒木メイサ。

## 概要
バレエのためにその他の全てを切り捨てながら、太く短く生きることを宿命付けられた一人の少女・宮本すばるの栄光に満ちた、しかし天賦の才ゆえの孤独で哀しい生涯を綴った物語。それと同時に、彼女に関わることで少なからず自らの運命の歯車を狂わされていく人々の苦悩と葛藤を描いた物語でもある。
小学館ビッグコミックス公式サイトの単行本第1集発刊記念インタビューにて、当作品の構想の経緯などが語られている。その記事によると、作者の曽田が元パリ・オペラ座バレエ団のエトワールで世界的プリンシパル・ダンサー、シルヴィ・ギエムのインタビューを目にしたことが大きなきっかけとなったとしている。
バレエに関する知識が乏しかった作者は、バレエスクールに入校してダンサーの世界を体験し、2001年には東京バレエ団のパリ・シャトレ座公演『ザ・カブキ』にエキストラとして出演した。

## あらすじ
昴 第1部（単行本1〜5巻）
横須賀に住む小学3年生の少女 宮本すばるは、悪性の脳腫瘍に侵された双子の弟 和馬のため、毎日病室に通っては弟の目の前で、ひたすら日々の出来事を「全身全霊で踊ってみせる」ことで、弟をこの世につなぎ止めるかのように回復を願っていた。
しかし2年後、バレエをやりたいすばるは、それを許さない母親に「和馬なんていなきゃいいんだ！」と叫んだ所を和馬に見られ、その直後に容体が急変。そのまま和馬は帰らぬ人となり、すばるは踊ることへの情熱と業を背負って生きることを宿命付けられる。
無気力に陥ったすばるは、場末のキャバレー「パレ・ガルニエ」で支配人の日比野五十鈴と出逢う。かつて花形バレリーナだった五十鈴は、全身全霊をかけて踊れるすばるの才能を見抜き、キャバレーに出演させながら過酷なレッスンを施す。中学生になったすばるは、プロのバレエダンサーを目指すようになる。
名優 イワン・ゴーリキの特別指導も受け、すばるは新人バレリーナの登竜門、ローザンヌ国際バレエコンクールに出場することになる。だが、決勝前夜に五十鈴が急逝し、ショックから飲酒し雨に濡れたことで高熱で倒れながらも、最優秀賞を獲得する。しかし、芸術監督のザック・ジャスパーの誘いに乗り、ロイヤル・バレエ・スクールへの進路を蹴り、職業舞踊家（プロダンサー）になるため単身アメリカへ旅立つ。
昴 第2部（単行本6〜11巻）
すばるはニューヨークのオンボロ小劇団「システロン・バレエ・カンパニー」に入団。刑務所への慰問公演では囚人たちを精神的に揺さぶり、最後には絶望感から泣き出すほどの踊りを見せる。さらに、バレエ界の頂点に君臨するプリシラ・ロバーツと遭遇して触発し合い、プリシラと同じ日に「ボレロ」を上演して評価を高める。
すばるは、身辺調査に訪れたFBI捜査官のアレックスと急速に惹かれ合うが、不法滞在により国外退去処分を受け、ふたりの恋はほろ苦く終わる。
MOON 昴 ソリチュード スタンディング
アメリカを去ったすばるはヨーロッパへ渡り、ユーリ・ミハイロフ率いる「ベルリン・ワルデハイム・バレエ」に所属、パ・ド・ドゥのペアとして盲目のダンサー、ニコ・アスマーと組む。日本凱旋公演を通じて絆を結んだふたりは、ヴァルナ国際バレエコンクールに出場してグランプリを獲得する。すばるは中国雑技団出身のシュー・ミンミンと、同世代のライバルとして互いの存在を認め合う。
すばるは交通事故で重傷を負った母親に会うため帰国し、和馬の件以来続いていた不和を解消する。母を励ますためプリシラ、ユーリ、ニコ、ミンミンと共に「不思議の国のアリス」を上演、そこでプリシラの高みを肌で感じ取る。
7年後、すばるは恩師日比野の夢であったパリ・オペラ座の舞台に立っている。そして、ニコと結婚し、フランス人以外では初めてオペラ座の最高位「エトワール」へと近づく。

## 登場人物

### 宮本家の人々
宮本 すばる（みやもと すばる）
本作品のヒロイン。孤独や不幸に苛まれながらも、世界へ飛び出して成功をつかむ天才的バレリーナ。誕生日は5月1日。年齢は『昴』第1部では小学校3年生-15歳、『昴』第2部では16歳、『MOON』では17-18歳。
初登場時は少し大人びた風情の、どこにでもいるごく普通の小学生といった感じだったが、中学3年時には大人でさえ思わずハッとするような美少女に成長する。しかし、弟・和馬の死をきっかけにトラウマを抱えることになり、気まぐれで我がまま、気に入らないことがあるとすぐ拗ねる、癇癪持ちで苛立ちをストレートに他人にぶつける等、情緒不安定な人格が形成されてしまった。強情なまでの負けず嫌いで、感情の起伏が激しくすぐ泣く癖がある。「私の事は誰も解からない」という精神的な孤独に身を置く一方で、周囲から必要とされなくなることを潜在的に恐れている。周りと衝突することも多いが、機嫌が良い時には年相応の可愛らしさをみせるため、周囲の人間も憎みきれずに思わず手を貸してしまう。未成年でありながら飲酒・喫煙は当たり前、オートバイの無免許運転、無計画な衝動買いなど、日常生活は破天荒そのもの。
ダンスに関しては、日比野から徹底的に仕込まれた基礎技術と、物理法則を無視するかのような身体能力を兼ね備える。さらに、バレエ以外のダンスであっても、ほんの少しコツを知れば完璧に振り付けをトレースし、更にそれを昇華させてしまうような鋭敏な感覚を持つ。スロースターターであり、精神的に追い込まれるほど極限の集中力を発揮し、「表現者として究極といわれる領域（ゾーン）」に自ら入り込める稀有な才能の持ち主。その結果、観客を麻薬を投与されたような感覚に巻き込むほどの特異現象を引き起こす。この類稀なカリスマに関わった人々は、必死に抗いながらも多かれ少なかれ彼女の影響を受けて、自らの運命を変転させてゆくことになる。本人はプロダンサーとしての自覚を忘れて、自己陶酔のままに見境なく暴走してしまうことを悔いていたが、ヴァルナで「月の引力のように、力を内側へ溜め込む」という新たなテーマを見つけてから表現法が一皮剥けた。
渡米後は家族と断絶し、頑なに故郷（日本）を忘れようとしていたが、プロとしての経験や仲間の影響もあって最後には精神的成長を見せ、実の母親とも和解を果たす。また、ニコ・アスマーという公私に渡るベストパートナーに巡り合い、永年の孤独からも開放された。
宮本 和馬（みやもと かずま）
すばるの双子の弟。すばるの唯一心許せる存在であったが、小学1年生の時に体調の異変から入院し、脳腫瘍が発見される。徐々に記憶障害を引き起こし、身動きどころか言葉も発せられなくなってしまい、2年の闘病生活の末亡くなる。死に際に一瞬だけ意識を取り戻し、「すばるちゃん、ごめんね」と最後の言葉を残すが、図らずもそれがすばるに後まで残るトラウマを植え付けることになった。
すばるの両親
父の仕事関係で横須賀近辺の社宅住まいをしている。ごく普通の中流家庭であったが、和馬の脳腫瘍発病を契機に家庭内のバランスが崩壊する。特に母親は和馬を心配する余り、娘を気にかける余裕を無くし、バレエを習いたいというすばるに辛く当たってしまう。和馬の死後もそのことを気に病み、海外で活躍するすばるを密かに応援していた。
すばるが18歳の時に離婚。母子のぎくしゃくした関係は続いていたが、母親が交通事故で瀕死の重症を負ったことで、ようやく子を思う気持ちを理解してもらうことができた。

### パレ・ガルニエの人々
日比野 五十鈴（ひびの いすず）
横須賀にあるキャバレー「パレ・ガルニエ」（Palais Garnier）のオーナー。すばるからは「日比野のおばちゃん」、ダンサー達からは「社長」と呼ばれる。ふくよかな外見の壮年女性だが、かつては東洋一とも噂された天才バレリーナだった。「外国人は絶対に入団できない」とされるパリ・オペラ座バレエ団に東洋人で初めて入団試験を受けることを許されたが、身体適性検査で遺伝性の肥満体質であるとされて、入団は叶わなかった。キャバレーの店名はかつて憧れた舞台であるパリのオペラハウス「ガルニエ宮」にちなむ。
「パレ・ガルニエ」に迷い込んできたすばると出会い、強い精神力と未開花のダンスの才能を看破した。以後6年間、自らの持つバレエ技術の全てを徹底的に教え込む。進行性の病により余命が短いことを悟り、過去の伝手からイワン・ゴーリキーにすばるの指導を託す。やせ細った姿でローザンヌに旅立つすばるを見送り、「あんたは強い。頑張れ、私の娘よ」と心の中で呟く。ローザンヌの決選前夜に病状が急変し、他界する。
サダ
「パレ・ガルニエ」で踊るおかまのダンサー。バレエに対しての造詣が深く、群舞に慣れていないすばるに周囲と呼吸を合わせる群舞の極意と難しさを教える。日比野の代わりにローザンヌに応援に駆けつけたり、すばるの帰国時に空港で迎えるなど親身に世話を焼いている。
マリコ
「パレ・ガルニエ」で踊る花形の女性ダンサー。一人息子のリョウが居る。サダと共にすばるの行く末を見守る。
徳次（とくじ）
「パレ・ガルニエ」の常連客。突然舞台に立たされた小学生のすばるを冷やかしたが、鬼気漂う迫力で踊るすばるを認め、それ以降ファンとなり応援している。日比野の容態を案じてローザンヌから国際電話をしてきたすばるに、日比野の急死を伝える。

### すばるのライバル、指導者
呉羽 真奈（くれは まな）
すばる、和馬の同級生で幼馴染。幼少時より母親が経営するバレエ教室で指導を受け、すばると共にローザンヌ国際バレエコンクールで決勝に進出した実力の持ち主。
和馬の見舞いに訪れた際、すばるが病室で踊る姿を目撃してダンサーとしての天賦の才能を知覚する。以後、すばるをライバルとして強く意識し、自分との差が拡がることに苛立ちながらも、底知れぬ才能に魅了される複雑な感情を抱く。すばるの奔放な言動に振り回されつつ、システロンの「ボレロ」公演のチケット販売に協力するなど、陰ながらサクセスストーリーの随行者となった。すばるの心の闇を含めて、彼女のことを最も理解できる「ソウルメイト」であると自負しており、すばるのダンスパートナーになったニコ・アスマーに対しても嫉妬心を露わにした。
春原多香子（すのはら たかこ）
ニューヨーク帰りのジュニアクラス・バレリーナ。5歳の頃からクラシック・バレエを始め、アメリカバレエ界の名門アメリカン・バレエ・シアター（A.B.T.）の著名な指導者フレディ・ヒューストンに見初められ、A.B.T.入団の誘いを受けるほどの逸材。
すばるの初舞台となった「白鳥の湖」の群舞に興味を持ち、プロへの第一歩としてローザンヌ国際バレエコンクールへの応募を助言する。そのローザンヌでは自分も決勝に進出。すばるを相手にしても決してひるまず、自らの表現に沿って踊りきる冷静さを持つ。そのバレエはすばると対極的で、観衆を太陽の如く暖かな陽射しで包み込むかのような感覚を与える。その後A.B.T.スクールに進学し、ニューヨークですばると再会した際、ABT II（A.B.T.の若手部門）でのプロデビュー公演に招待する。
プリシラ・ロバーツ
バレエ界の女王として君臨する世界屈指のバレリーナの一人。米バレエ界の名門、ニューヨーク・シティ・バレエ（NYCB）において15年にわたりプリンシパルを務めている。17歳の時にバレエを本格的に学ぶため、オハイオからニューヨークへ移住。長い下積みを経て、NYCBの創始者である伝説的振付師ジョージ・バランシンに見出された最後のミューズとなる。
創作に対する姿勢はストイックで、毎日基礎的な訓練を欠かさず、表現に納得できるまで徹底的に自分を追い込む。舞台に立つ怖さも知っており、本番前には常に代役のダンサーを準備させていた。10年間究極の目標として、「将来宇宙人を相手にバレエで意思疎通を図ること」を本気で目指している。
世界的な名声を有するセレブリティであるが気取ったところはなく、気の向くまま、好奇心の赴くままに行動して、辣腕マネージャーのマリアを振り回している。心情を表現する言葉を上手く見つけられず、抽象的な物言いをする時があり、周囲から変人と思われている部分もある。
新聞記事で目にしたシステロンの刑務所慰問公演の様子からすばるに興味を抱き、バイクに乗って次の慰問公演先を訪問。すばるが近い将来に自分の座を脅かす“似て非なる異質な才能の持ち主”であることを強く感じ取る。直後に自らの目指すヴィジョンが明確になった事を契機に、バレエ人生における最大の課題であった「ボレロ」に挑戦することを決意。偶然にもすばると同日程同演目で、ニューヨークを舞台に直接対決することになる。公演では最後の5分間だけ無演奏にさせ、ダンスの中に“耳から入る情報まで”練り込んでしまうという奇跡のような光景を現出させた。しかし、観衆が帰宅後も幻聴に悩まされるだろうことを予想して「観客につけを回してしまった。自分もまだまだ青い」と、この大いなる実験を自嘲する。
ヴァルナ国際コンクールですばるとシュー・ミンミンの次世代対決を見届けた後、すばるの母親が事故で入院中という話を聞いて来日。枕元で母親に語り掛け、昏睡状態から呼び覚ますという不思議な力を発揮する。振付師のミカエル・エリクソンを日本へ呼び寄せて「不思議の国のアリス」公演を実現し、共演者のすばるに頂点に立つ者のオーラを見せつけた。
カティア・フォン・ロール
バレリーナとしての超一流のセンスを秘め持つ伯爵家の子女。名ダンサー、イワン・ゴーリキが現役生活最後のパートナーとして育てようとするが、バレエに向き合う真剣さが足りず、怠惰な生活を送っている。ローザンヌ国際バレエコンクールでは、自分の「当て馬」として用意されたすばるにイワンのパートナー候補の座を奪われ、見限られてしまう。
その後はすばるに憧れて改心し、すばるを追って英国ロイヤル・バレエ団からベルリン・ワルデハイム・バレエへ移籍する。盲目のニコとパ・ド・ドゥを踊る予定だったが、相手の動きを先読みして合わせてしまう器用さゆえに、本物のペアとして成立しなかった。
許 敏敏（シュー・ミンミン）
アメリカン・バレエ・シアター (ABT) 所属の中国人バレリーナ。雲南省大理に暮らす白族の出身。7歳の頃北京雑技学校にスカウトされ、厳しい訓練に耐えてトップ候補生となるが、プリシラの「白鳥の湖」を観てバレエの魅力を知り、周囲の反対を押し切って渡米する。その後、バレエを始めて3年たらずで新鋭ダンサーとして頭角を現すが、苦労をかけた母親を中国から呼び寄せるため、アメリカで早く成功したいと焦っている。
ピーター・マーフィーとのペアでヴァルナ国際コンクールに出場し、すばるを最大のライバルとして意識する。しかし、決選でのすばるの踊りを見て感動し、すばるの方がプリシラに近いことを認める。母親へのわだかまりを抱えるすばるを諭すため、あえて失格覚悟で「ジゼル」を踊る。
呉羽 真子（くれは まこ）
真奈の母親でプロのバレエダンサー。自宅に「呉羽バレエ・スタジオ」を開き、真奈やすばるを指導している。週2回しかレッスンに現れないすばるが高度な技術を披露することを怪しみ、伝説のバレリーナ、日比野五十鈴の手ほどきを受けていたことを知ると、嫉妬心からすばるに破門を言い渡す。
イワン・ゴーリキー
ボリショイ・バレエ団で「英雄」と呼ばれた、世界的に著名なプリンシパル・ダンサー。愛称はワーニャ。
先行き短い現役生活において、自分に相応しいベスト・パートナーと踊る事を望み、カティアの才能に惚れ込んで育て上げようとする。ローザンヌの前に日比野からすばるの指導を依頼され、カティアを触発するための「当て馬」という条件でフリー（コンテンポラリー）・バリエーションの振り付けとコーチを引き受ける。だが、想像を超えるすばるの成長ぶりと、ローザンヌでみせた「重力から解き放たれたような踊り」に圧倒され、「私の星（エトワール）」と認める。しかし、すばるの「踊ることへの執念」を煽るため日比野の死までも利用した冷徹さを嫌われ、コンクール直後に決別される。
その後、英国ロイヤル・バレエ団の客員としてマクミラン版「ロミオとジュリエット」のプリンシパル、タマラ・コルスのパートナーを務めるが、すばるに感じた麻薬のような極限状態を味わうバレエを忘れられず、苛立つ日々を送っている。

### システロン・バレエ・カンパニー
ザック・ジャスパー
ニューヨークのウェスト・ハーレム127丁目に居を構える貧乏バレエ団「システロン・バレエ・カンパニー」の主催者兼芸術監督。ヒスパニック系で燃え上がるようなブロンドヘアが特徴。「バレエ界の主流に対する反抗勢力（レジスタンス）」として、混成人種のバレエ団・システロンを若くして立ち上げる。
ローザンヌ国際バレエコンクールですばるの才能に惚れ込み、日比野の葬儀のため帰国したすばるを追って来日。「プロのダンサーになるのなら回り道はするな」と助言して、カンパニーへのスカウトに成功する。
資金難から丸2年間公演を行えない状況に苛立ちながらも、すばるの加入によって活性化する団員達を目にして、刑務所でのボランティア慰問公演を決断する。さらに、新解釈による「ボレロ」をニューヨークのダン・ガーニー劇場で上演する勝負に打って出る。大スター、プリシラ・ロバーツとの同日同演目が判明しても、「自分たちはレジスタンスである」というシステロンの信念を貫くため、すばるに眠る未開の能力に全てを託し、直接対決に臨む。
マリ＝クロード
システロンに所属する美人女性ダンサー。10年前に欧州でザックにスカウトされ、以来ザックの右腕的存在として陰に日向にサポートしている。舞台人としてのプライドから刑務所でのボランティア慰問公演に反対していたザックを説得し、渋々了承させる。
ロビー
システロンに所属する、濃い縁付きの眼鏡をかけているアフリカ系ダンサー。システロン一の三枚目キャラ。金に困ってバックをひったくった相手が、カンパニーの仲間となるすばるだった。日を重ねることでいつしか好意を持つようになり、一旦はすばるに告白しようとするが、自分では支えられないことに気付いており、最後は自分を押し殺してすばるをアレックスの元へ送り出す。
のちにヴァルナ国際コンクールの中継を見て、すばるの踊りの変化に驚かされながらも、すばるの本当のダンスとの違和感を感じる程すばるを理解する一人。
ウェンディ
システロンに所属するヒスパニック系の女性ダンサー。普段はホテルで働いている。宿無し状態でシステロンに寝泊りしていたすばるを同居人として迎え入れる。プロダンサーらしく、カロリー計算をした食事を毎日欠かさない。
ガストン、ロイ、キム、ナンシー
システロンに所属するダンサーたち。

### ベルリン・ワルデハイム・バレエ
ユーリ・ミハイロフ
ベルリン・ワルデハイム・バレエの芸術監督兼プリンシパル・ダンサー。39歳。アメリカから追放されたすばるをワルデハイムにスカウトし、すばるとニコ・アスマーにヴァルナ国際コンクールへのエントリーを勧めた。
少年のような無邪気さが魅力的で、女性人気が高い。一方、周囲の反応をしたたかに計算する策士的な一面もあり、「スマイリー・デビル」の異名を持つ。好奇心旺盛で、来日時は100円ショップを愛用し、日本の伝統芸能（歌舞伎や能楽）にも興味を持っている。
キャサリン・ハース
ワルデハムのプリンシパル・ダンサー。31歳。ユーリのダンスパートナーを務めているが、ユーリが若い新パートナーを探しているのではないかと内心気にしている。
ニコ・アスマー
北欧エストニア出身の黒髪のプリンシパル・ダンサー。19歳の頃（4年前）、ヴァルナ国際コンクール出場直前に飛行機事故で両目の視力を失い、ダンスパートナーの恋人ヴィクトリアを亡くした。2年前に活動を再開し、普段は盲導犬を連れて生活している。
ワルデハイムではソリストとして踊っていたが、すばるに誘われてパ・ド・ドゥ（男女ペアダンス）に挑戦。盲目のハンディキャップを感じさせないコンビネーションを磨きあげ、広く評判を得る。日本公演ではすばるの辛い過去を受け止め、パートナーとしてより深い絆で結ばれる。
振付師ミカエル・エリクソンにオリジナル演目を依頼することを決め、すばるのアメリカ再入国を叶える手立てとして、ふたりでヴァルナ国際コンクールのグランプリ獲得を目指す。ヴァルナではヴィクトリアへの思慕の情にさいなまれるが、決勝のダンスですばるに好意を持っていることを自覚し、演技後の楽屋で交際を申し込む。その7年後、パリ・オペラ座で活躍するすばると結婚する。

### その他の人物
熊沢（くまざわ）
すばるが舞台デビューで初めて挑んだ『白鳥の湖』公演の演出を担当した男性。かつて、オペラ座の舞台に近づこうとする日比野の姿に影響され、自ら目指すバレエ哲学をより先鋭化させた。すばるがその教え子と知って「怪物が怪物を育てた」と戦慄を覚える。群舞のレベルを引き上げたすばるを称えつつ、このままバレエを続ければ周囲を置き去りにしていずれ一人ぼっちになると予見した。
加藤（かとう）、白旗（しらはた）
すばるたちと共に「白鳥の湖」の群舞を踊るダンサー。すばるの群舞採用再テストにおいて、眠っていた能力が覚醒し始めたすばるに引っ張られて、急激に実力を上達させていく。
清子先生
日本における春原多香子の師で、芸術フェスティバル「白鳥の湖」公演のプリマバレリーナとしてオデットを踊る。多香子の才能を評価しつつも、観客の視線を自分から奪ったすばるの群舞を思い出し、未知の領域に踏み込めるのはすばるの方であるかも知れないと感じる。
コーヘイ
春原多香子のボーイフレンド。すばるが車に轢かれそうになった時、助けた縁で知り合う。面影が和馬に似ていたことが印象に残り、すばるは密かに再会を楽しみにしていた。その後、街でストリートダンスのチラシを配っていたところで再会し、すばるを公園へと連れて行く。
タク
名の知れたストリート・ヒップポップダンスチーム「サリュー・ジル」のリーダー。ニューヨークの様々なアーティストのバックダンサーを務めていたこともある。公園内での場所取りの件ですばるとダンスバトルを行い、初体験のヒップポップを完璧に踊ってみせた素質に惚れ込み「一緒にニューヨークに来ないか」と誘う。
フレディ・ヒューストン
ニューヨークに居た春原多香子を見出した著名なバレエ指導者。多香子がローザンヌ国際バレエ・コンクールの決選のチケットだけを送って招待し、いても立ってもいられずに準決選前に駆けつける。
布施（ふせ）
ローザンヌ国際バレエ・コンクールを取材した日本人記者。「日本バレエ界に現れた新星」と騒がれていた春原多香子と互角以上の実力を見せるすばるに興味を引かれて注目する。ローザンヌ以降、姿を消していたすばるの「ボレロ」公演を聞きつけてニューヨークを訪れ、想像を越える進化を遂げていたことに驚愕する。
スパーキー
システロンがボランティア慰問公演で訪れたフォンタナ刑務所に、懲役235年の終身刑で収監されているシチリア系マフィアの大ボス。当初はバレエに何の興味もなかったが、囚人たちの心を痛めつけるほどの情念のダンスを見せたすばるに深い感銘を受け、持っていた所持金を公演のギャラとして贈った。別の刑務所への移送中にも慰問公演を見て、すばるの迷いを指摘する。
吉田 ひとみ（よしだ ひとみ）
ニューヨークまで自費で3週間だけダンス修行に来ていた18歳の日本人女性ダンサー。すばるとオープンスタジオで意気投合し、数日間行動を共にするが、ローザンヌを制した天才少女とは最後まで気づかなかった。
マリア
プリシラ・ロバーツのスケジュール管理を一手に引き受ける辣腕の女性マネージャー。自由奔放なプリシラの行動に毎回振り回されるものの、彼女の絶対的なカリスマ性に心酔し、苦労しつつも支える。
ドクター・ハンソン
心理学医師。プリシラのカウンセリングを行い、「舞台の最中に音や色が消えた」という話から、極限の集中状態にいる者のみが体験する「ゾーン」の概念を説明する。
シドニー・エクレストン博士
カリフォルニア州NASAエイムズ研究所に勤務し、「NASAにこの人あり」と呼ばれる人物。10年来家族に会わない偏屈な老人だが、純真に宇宙人との交流を夢見るプリシラには心を開いている。「ボレロ」の舞台へ招待され、観客の中で只一人、プリシラの目指そうとしている境地に気付いた。
カイエン
プリシラ・ロバーツの舞台衣装を手掛ける著名な衣装デザイナー。プライベートでも友人として付き合いがある。プリシラとすばるの「ボレロ」を実際に生で観比べて、すばるがプリシラとは違うアプローチから同じ境地に至ろうとしていること、それ故プリシラがすばるを後継者として目を付けたのではと指摘する。
タマラ・コルス
英国ロイヤル・バレエ団のプリンシパル。イワン・ゴーリキーを相手に「ロミオとジュリエット」を共演。自身では「過去最高の舞台」と感じているが、すばるの踊りを忘れられないイワンの苛立ちを理解できず苦悩する。
アレクサンダー・シン
FBIの若きエリート捜査官。通称アレックス。映画のヒーローに憧れて現場勤務を志願したが、気の弱さから失敗を重ねている。システロンの「ボレロ」公演においてすばるが観客に及ぼした影響力から、将来の危険分子になりうる存在として人物調査を命じられる。
見かけは冴えない風貌だが、優れた数学者であり、哲学者然とした洞察力も持つ。すばるの孤独な深層心理を言い当てる一方、逆に自分が抱える虚無感を見抜かれ、互いに理解し合える相手を求めていたことに気付き、程なくすばると激しい恋に落ちる。しかし、生命を燃やし尽くすように創造するすばるの激しく容赦ない生き方に付いていくことは叶わないと悟っていた。移民局の追跡からすばるを庇いながらも、君とは同じ速度で歩めないと別れを告げる。
ダグワース
アレクサンダー・シンの上司で部長。調査対象であったすばるとアレックスが恋仲に進展してしまったことを危惧し、移民局に情報を流し、関係の終焉と不法就労者であるすばるの身柄確保を図る。
達川（たつかわ）
日本舞台文化振興会 (NSC) の職員。「宮本すばるがワルデハイムの日本公演をすっぽかした」という噂を確かめるためベルリンへ派遣され、すばるの破天荒な生き様に驚かされる。再度の日本公演では献身的にサポートし、すばるが本心を明かすほど信頼される。
ピーター・マーフィー
アメリカン・バレエ・シアター (ABT) の花形プリンシパル・ダンサー。ABT IIで踊っていたシュー・ミンミンをダンスパートナーに抜擢し、ふたりでヴァルナ国際コンクールに出場する。205cmの長身ダンサーで、ミンミンとはペアとしてかなりの身長差がある。感情の起伏が激しいミンミンに翻弄されながらも、気の利いたアドバイスで彼女を支える。
陳 語堂（チュン・ユータン）
北京雑技団におけるミンミンのパートナー。故郷を恋しがるミンミンを励まし、ともに厳しい修練に励んでいた。実はコーチからの密命で、スター候補のミンミンが逃げ出さないよう監視していたことを彼女に知られてしまう。
楊（ヤン）
中国共産党の役人。文化交流事業に理解がある。ミンミンをバレエ観劇に招いた縁で、彼女からアメリカ行きを相談され協力する。孫ほどの年齢のミンミンに対して、恋心のような感覚を覚えてしまうことに戸惑う。
サンディ
ミンミンの3歳年下の弟。ニューヨークで白人男性と同棲している姉を軽蔑していたが、ヴァルナに招待され、姉の迫真の踊りを見て心を改める。姉のライバルであるすばると仲良くなり、決勝では「あなたのために踊る」と宣言される。
ミカエル・エリクソン
サンフランシスコ・バレエ所属の振付師。モダンバレエの演出にかけては世界的な権威であり、以前よりニコ・アスマーのオリジナルを創作したいと望んでた。のちに、プリシラ・ロバーツから豪華キャストを理由にして演出を頼まれ、『鏡の国のアリス』日本公演のため来日する。

## 映画『昴-スバル-』
『昴-スバル-』（Dance, Subaru!）は、日本、中国、シンガポール、韓国の4ヶ国合作による映画化作品である。2008年2月に撮影が完了し、2009年3月20日に渋谷東急他東急系にて公開された。
2004年に原作を読んだビル・コンが創作意欲を掻き立てられ、映画化されることとなった。しかし、何度オーディションをしても主演の宮本すばる役が決まらず、一時は製作が危ぶまれるほどだったという。その後、黒木メイサを紹介され、オーディションの結果彼女に決定した。黒木はバレエ未経験だったが、猛特訓の末にトウシューズで立てるまでの成長振りを見せたという。

### あらすじ(映画)
小学生の宮本昴と和馬は父と3人暮らし。和馬は亡くなった母親のように脳腫瘍で記憶障害によって記憶が失われてくる。和馬を勇気づけるため、病室で即興の「猫ダンス」を毎日のように踊る。和馬が亡くなり、父に見捨てられ、絶望した昴は五十鈴（桃井かおり）がオーナーを務める場末の小劇場・バレ・ガルニエを訪れ、ダンスの世界へ足を踏み入れる。
成長した昴（黒木メイサ）は酔客の前で大胆なボレロを踊り、客たちを黙らせる。アメリカン・バレエ・シアターのリズ・パーク（Ara）が遠くから見つめていた。幼なじみで呉羽真子（愛華みれ）の娘の真奈（佐野光来）も、友情とライバル心の混じった複雑な思いを彼女に向けていた。昴が街で出会ったフリーターのコーヘイ（平岡祐太）は昴を応援する。
昴はバレ・ガルニエのサダ（前田建）やマリコ（映美くらら）、熊沢、そして著名ダンサーで真奈の父・天野（筧利夫）らとの出会いがあり、上海でのバレエ・コンクールに出場する。五十鈴死亡の報にショックで雨の中放浪して倒れる。高熱をおして踊り、優勝。ブロンクスの三流バレエ団で実践的に踊ることを選ぶ。バレ・ガルニエは壊されることが決まる。

### キャスト
- 宮本すばる：黒木メイサ
- リズ・パーク：Ara
- 日比野五十鈴：桃井かおり
- コーヘイ：平岡祐太
- 呉羽真奈：佐野光来
- サダ：前田健
- 天野：筧利夫
- マリコ：映美くらら
- 呉羽真子：愛華みれ
- 宮本すばる（小学生時）：小野ひまわり
- 呉羽真奈（小学生時）：福原遥

### スタッフ
- 監督・脚本：リー・チーガイ
- 製作者：三木裕明
- 製作総指揮：ビル・コン、松浦勝人、千葉龍平、リー・スーマン
- 原作：曽田正人
- 撮影：石坂拓郎
- 美術監督：種田陽平
- 衣装デザイン：黒澤和子
- 編集：深沢佳文
- ダンス監修・振付：上島雪夫
- 音楽プロデューサー：志田博英
- 音楽：冨田ラボ、森英治
- 照明：舘野秀樹
- 装飾：伊藤ゆう子
- 録音：前田一穂
- 配給：ワーナー・ブラザース映画
- 制作プロダクション：パーフェクト ビューティー インターナショナル
- 製作：「昴 -スバル-」製作委員会（パーフェクト ビューティー インターナショナル、ワーナー・ブラザース映画、エイベックス・エンタテインメント、SMエンタテインメント、メディアコープレインツリーピクチャーズ）
- 上映時間：105分

### 楽曲
- 主題歌：『faraway』 倖田來未
- メインテーマ：『Bolero』 東方神起
- テーマ曲：『Corps de ballet』 冨田ラボ
- イメージソング：『Etoile（エトワール）feat. キリンジ』 冨田ラボ
- 挿入歌：
  - 『Eat You Up』 BoA
  - 『少しでいいから』『Coming to you』 天上智喜
  - 『Story of Love』 May J

『トリビュート・トゥ・昴-スバル-〜ストリート・ダンス編〜』『トリビュート・トゥ・昴-スバル-〜バレエ・ダンス編〜』として、映画で使用された楽曲が収録されたCDが発売されている。

### DVD
2009年9月9日発売。発売元はワーナー・ホーム・ビデオ。
- 昴 -スバル- 特別版（DVD1枚組）
  - 映像特典
    - メイキング オブ 「昴 -スバル-」
    - 完成披露試写会
    - 初日舞台挨拶
    - 日本未公開シーン集
    - 原画集
    - 劇場予告編